# Martin XB-48
Le Martin XB-48 est un prototype de bombardier moyen à réaction américain, conçu et construit par la Glenn L. Martin Company. Le projet est développé au milieu des années 1940 en réponse à un appel d'offres émis par la direction des United States Army Air Forces (USAAF). Il n'entre jamais en production ou en service actif, et seuls deux prototypes, serial 45-59585 et 45-59586 sont construits.

## Conception et développement
En 1944, le département de la Guerre des États-Unis est averti des progrès de l'aviation en Allemagne et émet un appel d'offres pour une gamme de bombardiers moyens pesant de 36 287 kg (80 000 lb) à plus de 90 718 kg (200 000 lb). D'autres modèles résultant de cette compétition, appelés quelquefois « la classe de '45 », incluent le North American XB-45 et le Convair XB-46. Les ordres de production vont finalement au B-45 Tornado et même cet avion ne sert que quelques années avant d'être remplacé par le B-47 Stratojet, beaucoup plus moderne, bien que le B-45 ait assez d'« utilité » en lui pour garder une place comme avion de reconnaissance.
En rétrospection, la « classe de '45 » est composée d'avions de transition associant la puissance des réacteurs avec les connaissances aéronautiques de la Seconde Guerre mondiale. Le XB-48 n'est pas une exception, puisque son fuselage rond et ses ailes droites montrent une influence évidente du bombardier moyen Martin B-26. Toujours, là où le B-26 avait assez de puissance avec deux lourds moteurs en étoile de 18 cylindres, le XB-48 a besoin de pas moins de six de ces nouveaux réacteurs.

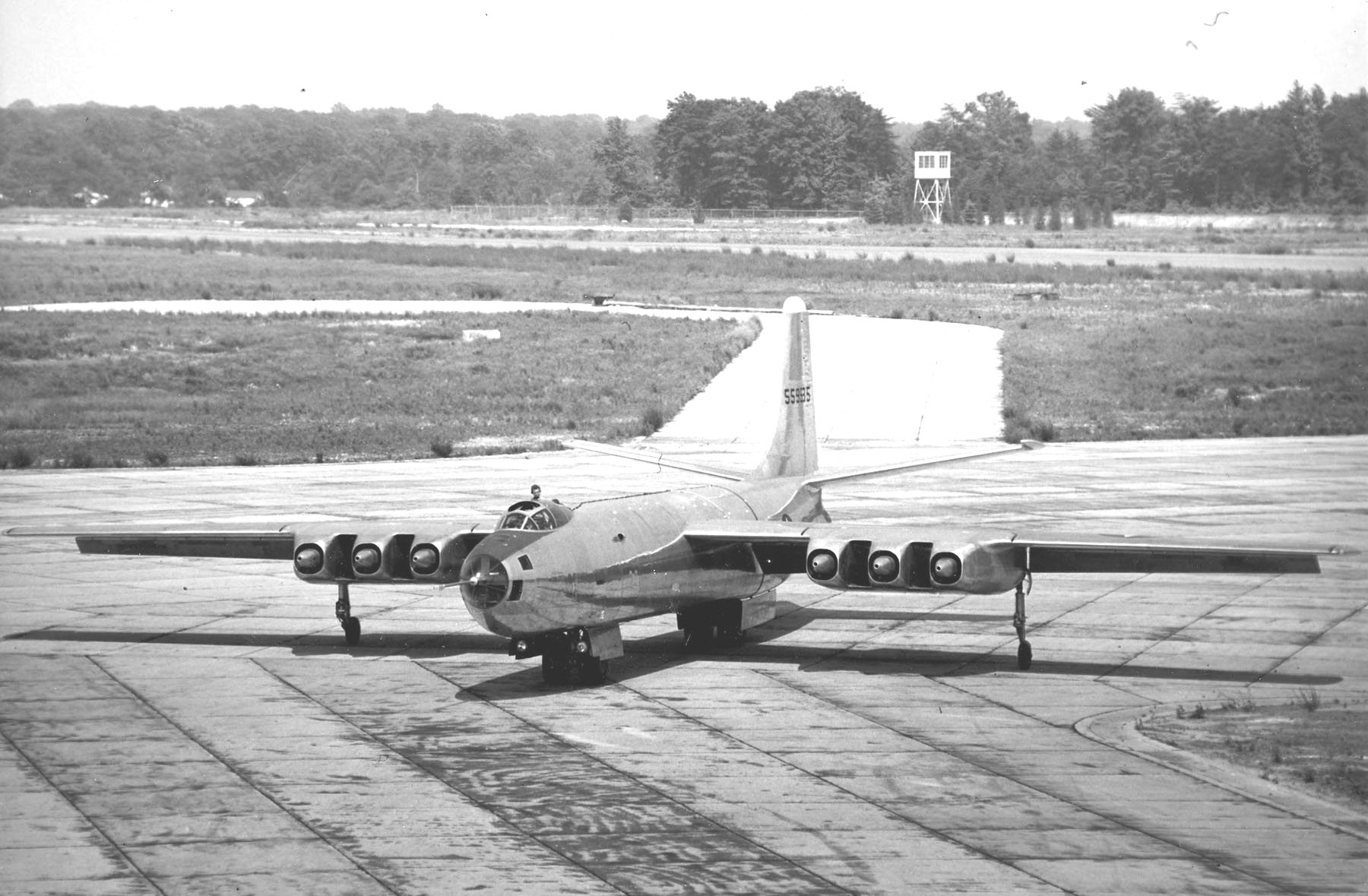
Un prototype Martin XB-48 au roulage, montrant les espaces entre les moteurs pour le refroidissement, le train principal en tandem et les stabilisateurs.

Bien que les images laissent penser que l'avion possède trois nacelles moteur sous chaque aile, les réacteurs sont regroupés par groupe de nacelles de trois moteurs à plat avec un système complexe de conduits d'air entre les moteurs permettant le refroidissement. Au moment de la conception du XB-48, le moteur à réaction est encore à ses débuts.
Le XB-48 est le premier avion conçu avec un train d'atterrissage bicycle (ou monotrace), qui avait été précédemment testé sur un B-26 modifié, le XB-26H,,. Le profil d'aile étant trop fin pour loger les mécanismes d'un train d'atterrissage conventionnel,. Le train principal se trouve dans le fuselage et des balancines situées dans chaque aile sont utilisées pour équilibrer l'avion.

## Histoire opérationnelle
Le XB-48 effectue son premier vol le 22 juin 1947, d'une durée de 37 minutes et sur une distance 117 km, partant de l'usine Martin Baltimore dans le Maryland pour rejoindre le NAS Patuxent River (Maryland). Les quatre pneus du train ont éclaté à l'atterrissage quand le pilote Pat Tibbs a exercé une forte pression sur le levier d'aérofrein, spécialement conçu mais très lent à réagir. Tibbs et le copilote Dutch Gelvin n'ont pas été blessés.